# Curno
Curno (lombardul: Cüren) település Olaszországban, Lombardia régióban, Bergamo megyében. Lakosainak száma 7492 fő (2023. január 1.). Curno Bergamo, Bonate Sopra, Mozzo, Ponte San Pietro és Treviolo községekkel határos.

## Népesség
A település lakossága az elmúlt években az alábbi módon változott:
| Lakosok száma | 7579 | 7574 | 7492 |
|               | 2017 | 2018 | 2023 |